# Čudovo
Čudovo (rusky Чудово) je město v Novgorodské oblasti v Ruské federaci. Při sčítání lidu v roce 2010 mělo přes patnáct tisíc obyvatel.

## Poloha a doprava
Čudovo leží na řece Keresti, levém přítoku Volchova (přítoku Ladožského jezera). Od Novgorodu, správního střediska oblasti, je vzdáleno přibližně 75 kilometrů severovýchodně.
V Čudovu má od roku 1851 stanici železniční trať Petrohrad–Moskva. Vzdálenost od Petrohradu je 118 kilometrů a vzdálenost od Moskvy je přibližně 530 kilometrů.
Souběžně s železnicí vede ve stejném směru také dálnice M10.

## Dějiny
Městem je Čudovo od roku 1937.
Za druhé světové války bylo Čudovo od 20. srpna 1941 obsazeno německou armádou a 29. ledna 1944 bylo dobyto zpět jednotkami Volchovského frontu Rudé armády v rámci Leningradsko-novgorodské operace.